# Kivimetsän Druidi
Kivimetsän Druidi (deutsch Druide des Steinwaldes) war eine finnische Metal-Band aus Kouvola. Sie spielte mit Symphonic-Elementen durchsetzten Folk Metal.

## Geschichte
Kivimetsän Druidi wurde 2002 von den Brüdern Antti und Joni Koskinen gegründet. Stark beeinflusst von der Band Moonsorrow und deren damals aktuellem Album Voimasta ja kunniasta begannen die beiden, eigene Lieder zu verfassen. Sowohl der Bandname als auch der Inhalt ihrer Lieder basieren auf einem Fantasy-Roman, an dem Joni Koskinen arbeitete. Dieser beschäftigt sich mit dem fiktiven Land des Kristallberges und des Steinwaldes. 2003 nahmen die Brüder mit Kristallivuoren Maa (deutsch Das Land des Kristallberges) eine erste Demo auf, in der die Texte noch komplett in finnischer Sprache verfasst waren.
Im Laufe des Jahres 2004 wurde mit Antti Rinkinen, Lukas Pearsall, Jani Rämä, Jouni Riihelä und schließlich Annika Laaksonen ein Line-Up zusammengestellt, mit dem erste Auftritte absolviert werden konnten. Im Dezember nahm die Gruppe im Carelian Corner Studio ihre erste Demo-EP auf, Taival (deutsch Die Reise), die ihnen einige gute Reviews einbrachte. Das Lied Veljet (deutsch Die Brüder) wurde zudem auf Kompilationen von zwei Metal-Magazinen veröffentlicht. Im November 2005 wechselte Jani Rämä als Techniker hinter die Bühne und wurde durch Ville Ryöti als neuem Schlagzeuger ersetzt.
Mit Mustan Valtikan Aika (deutsch Die Zeit des schwarzen Zepters) erschien im Januar 2006 die nächste EP, die ebenfalls gute Kritiken erhielt. Weitere Auftritte folgten, unter anderem im Vorprogramm von Korpiklaani. Im selben Jahr musste die Band für Jouni Riihelä und Annika Laaksonen Ersatz finden. Anfang 2007 begab sich Kivimetsän Druidi wieder ins Studio und nahm eine neue EP auf, wobei die Lieder auf The New Chapter erstmals auch auf Englisch waren. Weitere Lineup-Wechsel folgten und schließlich erhielt die Band im August 2007 von Korpiklaani das Angebot, diese auf ihrer Europatournee zu begleiten, die sie im darauffolgenden Herbst mit 20 Auftritten durch 14 Länder führte. Nach ihrer Rückkehr entstand im November die nächste Demo-EP Taottu. Diese brachte ihnen einen Plattenvertrag bei Century Media ein. Das Debütalbum von Kivimetsän Druidi wurde Anfang Juni im Noise Camp Studio in Turku aufgenommen.
Shadowheart erschien am 17. Oktober 2008. Die ersten Kritiken waren eher durchschnittlicher Natur. Zwar wurden die solide Produktion und auch die Ansätze gelobt, es wäre jedoch zu eindeutig erkennbar, dass Kivimetsän Druidi von Bands wie Finntroll, Turisas, Moonsorrow, Ensiferum, Battlelore und Korpiklaani beeinflusst wurde, da deshalb durch die fehlende Eigenständigkeit und dem Mangel an eigenen Ideen nichts Neues geschaffen wurde und zusätzlich die von den anderen Bands gelieferten Hits fehlen würden. Im folgenden Jahr trat Kivimetsän Druidi im Rahmen des Heathenfest America, zusammen mit Eluveitie, Belphegor, Alestorm und Vreid, erstmals in den USA auf.
Am 23. April 2010 kam ihr zweites Album Betrayal, Justice, Revenge unter Century Media heraus. Die Lieder ähneln teilweise denen der finnischen Band Nightwish. Bei den Kritikern sind die Meinungen über dieses Album geteilt, da man die Entwicklung der Band sowohl positiv, als auch negativ ansehen kann. So werden die Songs nun hauptsächlich von Leeni-Maria Hovila gesungen, so dass die Stimme von Frontmann Joni Koskinen in den Hintergrund rückt bzw. gar nicht mehr vorkommt. Zum anderen übernimmt Keyboarder Antti Koskinen nun die melodische Aufgabe, wobei die E-Gitarre mit endlosen Riffs die Musik nur noch begleitet.
Im November 2010 kündigte die Band an, beim kommenden Paganfest im März des nächsten Jahres neben Korpiklaani, Moonsorrow und Unleashed zu spielen. Für das Frühjahr 2015 wurden weitere Auftritte und eine neue EP angekündigt. 2016 veröffentlichte Kivimetsän Druidi The Lost Captains, eine EP mit drei Liedern.
Im August 2017 kündigte die Band ihre Auflösung an.

## Diskografie

### Alben
- 2008: Shadowheart (Century Media)
- 2010: Betrayal, Justice, Revenge (Century Media)

### EPs und Demos
- 2003: Kristallivuoren Maa
- 2004: Taival
- 2006: Mustan Valtikan Aika
- 2007: The New Chapter
- 2008: Taottu
- 2016: The Lost Captains

### Musikvideos
- 2008: Jaassa Varttunut
- 2010: Desolation